# 瑶乱
瑶乱，中国历史上瑶族人的起义、或者叛乱。自唐末至民国，在湘、桂、粤省，瑶乱长达1000多年。
瑶族的祖先是长沙武陵蛮和五溪蛮，至隋，因常免徭役，称为“莫徭”，以后用“瑶”作为专用的族称。瑶人大分散、小聚居，以流动耕山为主。明朝建立后，曾五次对瑶区实行“蠲免”，同时又实行“抚流民”等措施，但由于官兵大量招抚“俍人”参加军垦屯种，立寨耕守，与瑶民发生土地纠纷，俍瑶矛盾错纵复杂。

## 主要的瑶乱事件
- 唐末（879年），广东连州瑶民起义。
- 宋嘉定元年(1208年)，湖南桂阳监瑶民罗世传起义。
- 元顺帝至正八年（1348年），瑶族领袖吴天宝率众6万攻打全州。
- 明洪武四年（1371年），大藤峡瑶民起义。
- 明万历三年(1575)，罗旁东山瑶族起义。
- 清道光十二年（1832年）瑶乱， 湖南江华县瑶民赵金龙起义. 广东连州八排瑶民起义
- 民国1932年，桂东北全州瑶民起义. 又称金秀瑶变。